# IC 879
IC 879 је спирална галаксија у сазвјежђу Хидра која се налази на листи објеката дубоког неба у Индекс каталогу.
Деклинација објекта је - 27° 25' 45" а ректасцензија 13h 19m 40,3s. Привидна величина (магнитуда) објекта IC 879 износи 13,2 а фотографска магнитуда 14,0. IC 879 је још познат и под ознакама IC 4222, ESO 508-47, MCG -4-31-52, PGC 46479.